# حزب الوطن الأم الألماني
حزب الوطن (بالألمانية: Deutsche Vaterlandspartei)‏ ( (بالألمانية: Deutsche Vaterlandspartei)‏ كان حزبًا يمينيًا قصير الأجل في الإمبراطورية الألمانية، نشط خلال المرحلة الأخيرة من الحرب العالمية الأولى.

## المواقف السياسية والتأثير
مثل الحزب دوائر سياسية محافظة، قومية، لا سامية وفولكيش، متحدة في معارضة قرار الرايخستاغ للسلام الصادر في يوليو 1917. لقد لعب دورًا حيويًا في ظهور أسطورة الطعنة في الظهر وتشويه سمعة بعض السياسيين كمجرمي نوفمبر.

## الأساس والقيادة والتمويل
بدعم من رابطة عموم ألمانيا، تم تأسيس الحزب في سبتمبر 1917، بمساعدة هاينريش كلاس، أحد مؤسسيها.
كان قادة الحزب هم وولفجانج كاب والأدميرال ألفريد فون تيربيتز (وزير البحرية وزعيم حزب ما بعد الحرب). وكان والتر نيكولاي، رئيس جهاز المخابرات العسكرية، داعمًا أيضًا.  بارون وسائل الإعلام ألفريد هوغنبرغ كان أيضا عضوا بارزا.
وصل النفوذ السياسي للحزب إلى ذروته في صيف عام 1918 عندما كان يضم حوالي 1،250،000 عضو. وكان مصدر التمويل الرئيسي هو القيادة العليا للجيش. تم حل الحزب رسميًا في الثورة الألمانية في 10 ديسمبر 1918. انضم معظم أعضائها لاحقًا إلى حزب الشعب الوطني الألماني (DNVP)، وهو الحزب اليميني الرئيسي في جمهورية فايمار.

## التأثير اللاحق
أحد الأعضاء، أنطون دريكسلر، تابع تشكيل منظمة مماثلة، حزب العمال الألماني، الذي أصبح فيما بعد حزب العمال الاشتراكي الألماني الوطني (الحزب النازي) الذي وصل إلى السلطة الوطنية في يناير 1933 تحت قيادة أدولف هتلر.